# Aaglander
Aagland GmbH & Co. KG ist eine deutsche Automobilmarke, unter der die Aagland-Manufaktur in Bronn seit 2003 Fahrzeuge herstellt.
Es handelt sich dabei um eine moderne Motorkutsche mit Stahlspeichenrädern, die von einem Dreizylinder-Dieselmotor mit 900 cm³ Hubraum angetrieben wird, der 15 kW (20 PS) leistet. Angebaut ist ein stufenloses Getriebe, mit dem auch rückwärts gefahren werden kann. Alle Räder sind mit Scheibenbremsen versehen. Gelenkt wird mit Lenkstangen, die wie Zügel zu halten sind. Die Höchstgeschwindigkeit beträgt 20 km/h.
Zwei Modelle werden gebaut: Der Duc ist eine offene Kutsche mit zwei Sitzplätzen und Verdeck, der Mylord ist ähnlich gestaltet, hat aber bis zu sechs Sitzplätze.
Die zum Unternehmensverbund gehörende Aagland’sche Kutschhalterei betreibt die Kutschen und nutzt diese touristisch im Individual- und Gruppenreisegeschäft.
Seit dem 1. April 2012 hat der Unternehmer Richard Gebert aus Wiesenbronn in einem sogenannten Asset Deal unter anderem die Namens- und Markenrechte, den Kutschenfuhrpark sowie die Nutzungsrechte der Aagland-Manufaktur und der Aagland’schen Kutschhalterei übernommen. Unter der neugegründeten Aagland GmbH & Co. KG mit Sitz im unterfränkischen Prichsenstadt wird sowohl die Touristiksparte als auch die Produktion der Aaglander weitergeführt.